# Železniško postajališče Grlava
Železniško postajališče Grlava je železniško postajališče, ki služi naselju Grlava.
| Predhodna postaja/postajališče | Slovenske železnice | Slovenske železnice                   | Slovenske železnice | Naslednja postaja/postajališče |
| ------------------------------ | ------------------- | ------------------------------------- | ------------------- | ------------------------------ |
| Ljutomer                       |                     | Slovenske železnice Ormož–Hodoš–d. m. |                     | Veržej                         |